# Lucie Mannheim
Lucie Mannheim (Berlino, 30 aprile 1899 – Braunlage, 17 luglio 1976) è stata un'attrice tedesca.

## Filmografia parziale

### Cinema
- Der steinerne Reiter, regia di Fritz Wendhausen (1923)
- Il tesoro (Der Schatz), regia di Georg Wilhelm Pabst (1923)
- Die Prinzessin Suwarin, regia di Johannes Guter (1923)
- L'espulsione (Die Austreibung), regia di F.W. Murnau (1923) - cortometraggio
- Danton, regia di Hans Behrendt (1931)
- Il club dei 39 (The 39 Steps), regia di Alfred Hitchcock (1935)
- Yellow Canary, regia di Herbert Wilcox (1943)
- Tawny Pipit, regia di Bernard Miles e Charles Saunders (1944)
- Hotel Reserve, registi vari (1944)
- Di notte sulle strade (Nachts auf den Straßen), regia di Rudolf Jugert (1952)
- Vittime dell'odio e dell'amore (So Little Time), regia di Compton Bennett (1952)
- Illusione (The Man Who Watched Trains Go By), regia di Harold French (1952)
- Ginecologo dottor Bertram (Frauenarzt Dr. Bertram), regia di Werner Klingler (1957)
- Confessi, dottor Korda! (Gestehen Sie, Dr. Corda), regia di Josef von Báky (1958)
- Der eiserne Gustav, regia di Georg Hurdalek (1958)
- Berlino est passaporto falso (Beyond the Curtain), regia di Compton Bennett (1960)
- L'ultimo testimone (Der letzte Zeuge), regia di Wolfgang Staudte (1960)
- Bunny Lake è scomparsa (Bunny Lake Is Missing), regia di Otto Preminger (1965)
- Erste Liebe, regia di Maximilian Schell (1970)

### Televisione
- Douglas Fairbanks, Jr., Presents – serie TV, episodio 3x04 (1954)
- The Adventures of the Scarlet Pimpernel – serie TV, 7 episodi (1955)